# Beretta 70
Beretta 70 je řada samonabíjecích pistolí, vyráběných v letech 1958 až 1985. Zbraně byly využívány ozbrojenými složkami, zpravodajskými službami a ochranou letadel. Významná část produkce byla orientována na osobní obranu a sportovní střelbu. 

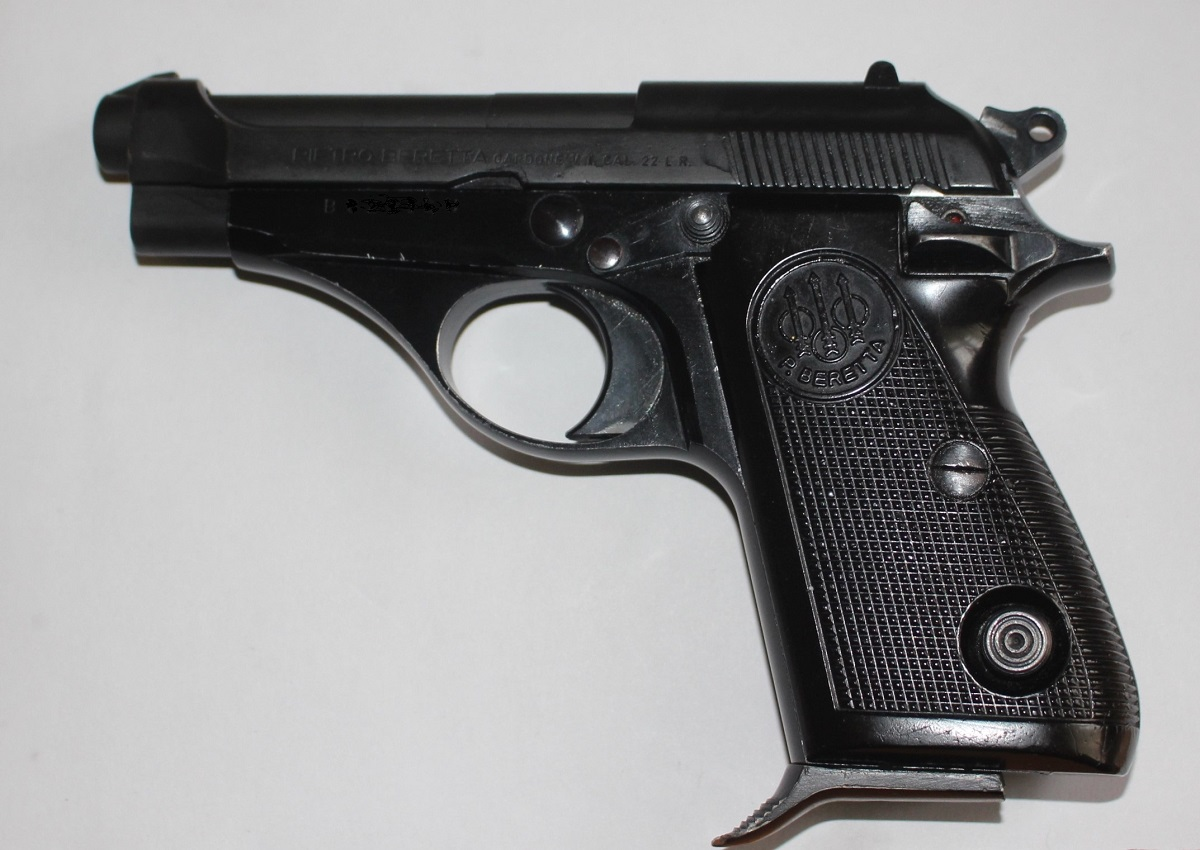
Beretta 71 je kopií řady 70

## Verze

### 70
Základní verze byla určena pro ozbrojené složky a komorována pro náboj 7,65 mm Browning. Jako zbraň pro civilní osobní obranu zaznamenal model 70 velký komerční úspěch, v ozbrojených složkách však byl kalibr 7,65 mm kritizován pro nedostatečný zastavovací účinek. Přesto se ještě v roce 2020 tyto pistole objevily v italských policejních služebnách.
V Itálii byl model plně přijat Sborem státních lesů, dále se rozšířil mezi ostrahu, dopravní a soukromou policii.  Zbraně komorované na náboj 9 mm Browning nesly označení 70/S a byly vyváženy do USA a Izraele.

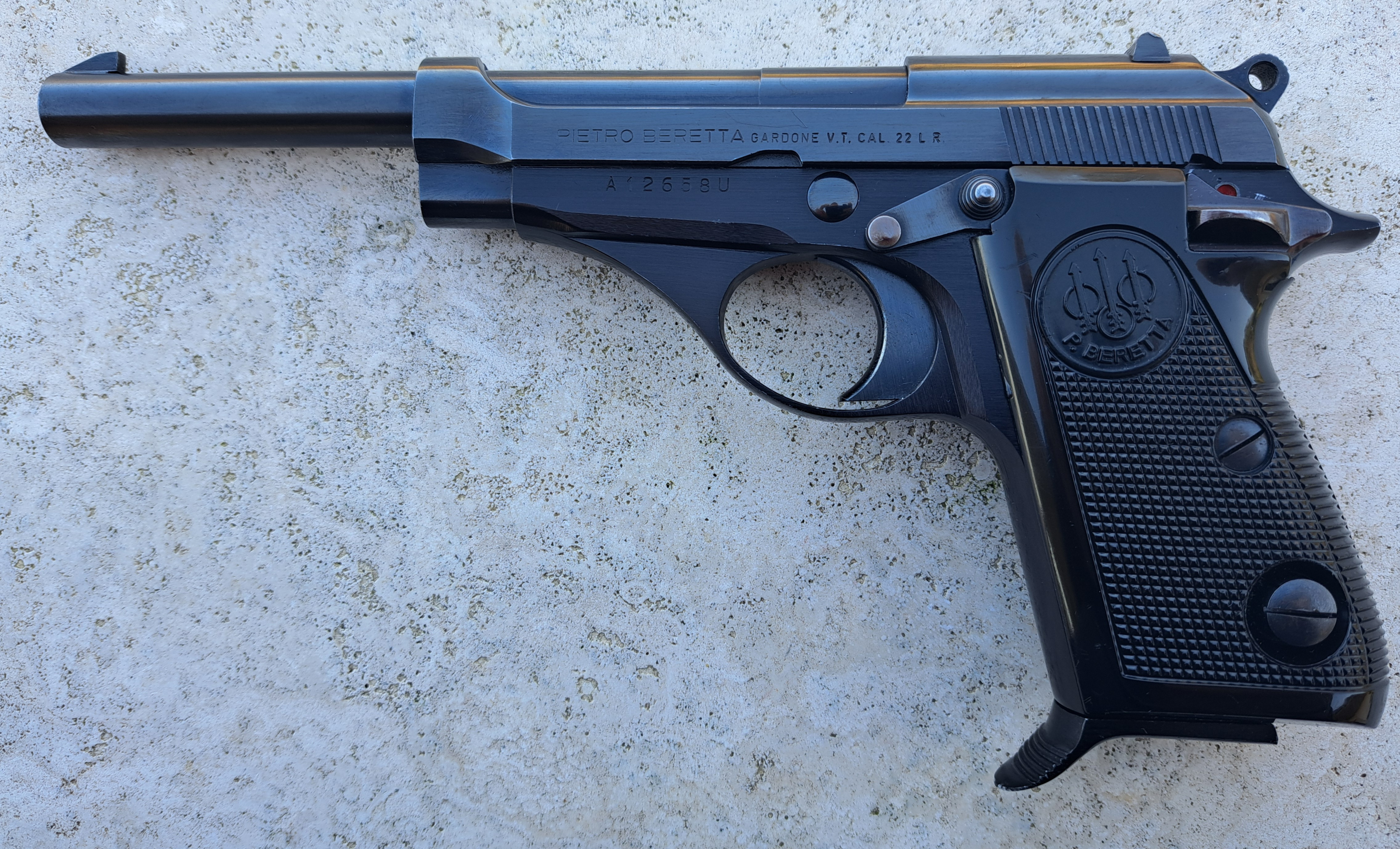
Beretta 75

### 71
Verze 71 je věrnou kopií modelu 70, komorovaná na malorážkový náboj .22 LR. Tělo bylo vyrobeno z hliníkové slitiny a hmotnost zbraně klesla na 475 gramů. Pro svou přesnost a pohodlné skryté nošení byla úspěšně použita při mnoha akcích izraelské zpravodajské služby i leteckých maršálů. Celosvětově se rozšířila jako ideální zbraň pro osobní ochranu i střelecký trénink.
O modelu 71 samostatně pojednává článek Beretta 71.

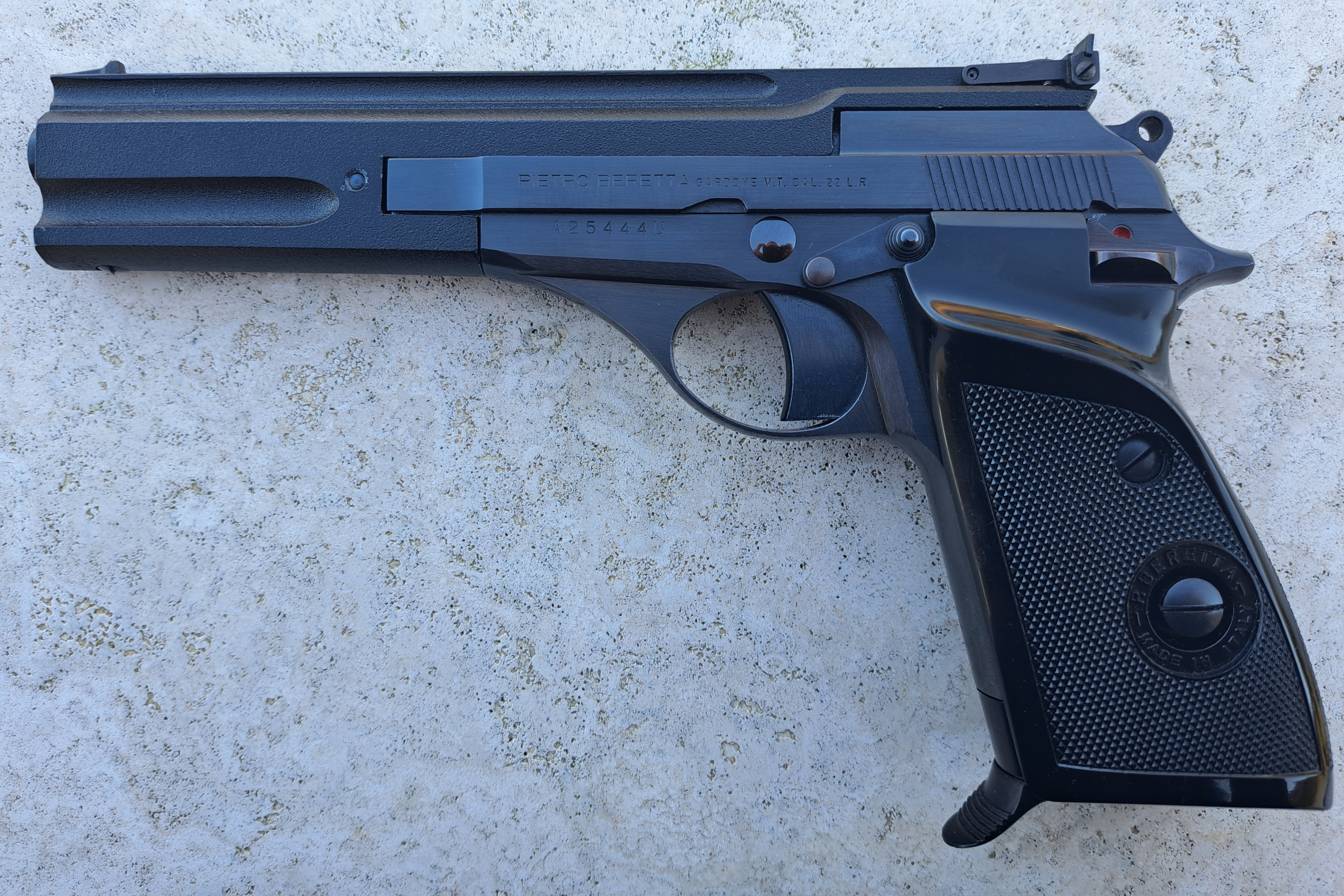
Beretta 76

### 72
Model 72 kopíroval model 71, poskytoval však jak krátkou, tak dlouhou hlaveň pro sportovní střelbu.

### 73, 74, 75
Modely 73, 74 a 75 byly sportovní modely s dlouhou hlavní. Model 74 měl nastavitelná mířidla namontovaná na hlavni. Modely 73 a 74 mají vyšší rámy se zásobníky pro 10 nábojů.

### 76
Beretta 76, byla vyvinuta jako sportovní speciál s vysokým rámem a zásobníkem pro deset nábojů.

## Přehled základních parametrů řady Beretta 70
| Model | Ráže             | Délka hlavně (mm) | Kapacita zásobníku | Hmotnost (g) |
| ----- | ---------------- | ----------------- | ------------------ | ------------ |
| 70    | 7,65 mm Browning | 90                | 8                  | 630          |
| 70    | 7,65 mm Browning | 90                | 8                  | 510          |
| 70 S  | 9 mm Browning    | 90                | 7                  | 675          |
| 70 S  | .22 Long Rifle   | 90                | 8                  | 635          |
| 71    | .22 Long Rifle   | 90                | 8                  | 475          |
| 72    | .22 Long Rifle   | 150               | 8                  | 525          |
| 72    | .22 Long Rifle   | 90                | 8                  | 525          |
| 73    | .22 Long Rifle   | 150               | 10                 | 560          |
| 74    | .22 Long Rifle   | 150               | 10                 | 560          |
| 75    | .22 Long Rifle   | 150               | 8                  | 525          |
| 76    | .22 Long Rifle   | 150               | 10                 | 930          |